# Peter Roes
Peter Roes (* 4. Mai 1964 in Herentals) ist ein ehemaliger belgischer Radrennfahrer.

## Sportliche Laufbahn
Roes war Teilnehmer der Olympischen Sommerspiele 1984 in Los Angeles. Das belgische Team mit Rudi Ceyssens, Roger Ilegems, Peter Roes und Joseph Smeets belegte in der Mannschaftsverfolgung den 8. Rang.
Als Amateur wurde er 1983 beim Sieg von Danny Lippens Dritter der nationalen Meisterschaft in der Einerverfolgung. 1985 gewann er ebenfalls die Bronzemedaille im Titelrennen, 1988 wurde er Vize-Meister bei den Profis. Roes siegte 1985 im Etappenrennen Tour de la Province de Namur 1985. 1986 gewann er die Eintagesrennen Omlop het Volk, Omloop van Midden-Vlaanderen und den Circuit du Wallonie-Hainaut.
1987 wurde er Berufsfahrer im Radsportteam Lotto und blieb bis 1995 aktiv. In der Tour de la Communauté Europeènne entschied er einen Tagesabschnitt für sich, 1989 war er auf einer Etappe der Tour du Vaucluse erfolgreich. Er gewann noch einige Kriterien in Belgien, hatte aber keine weiteren Erfolge.
Dreimal war er am Start der Tour de France. 1990 wurde er 90., 1992 121. der Gesamtwertung und 1987 war er ausgeschieden.

## Familiäres
Er ist der Bruder des ehemaligen Radrennfahrers Carl Roes und Cousin des ehemaligen Radprofis Jos Huysmans.